# Pomponio Porfirione
Pomponio Porfirione (in latino Pomponius Porphyrio; III secolo) è stato un grammatico latino.

## Biografia
Erudito, discepolo di Elenio Acrone (o Pseudo-Acrone), vissuto nel principio del III secolo d.C., scrisse un commento, arrivato sino a noi, sulle Satire di Orazio per essere usato nelle scuole di grammatica al fine di insegnare, dopo brevi cenni biografici, il significato, il metodo stilistico e la poetica dell'opera oraziana. In base alla lingua e allo stile dell'opera, si suppone che fosse africano .
Il suo non è il commento più antico, ma i precedenti, come quello di Quinto Terenzio Scauro, sono andati perduti e anche quello di Porfirione si è spesso mescolato con gli scritti di Acrone  
A Porfirione risale la dibattuta questione di chi siano i Pisoni della lettera Ad Pisones di Orazio che il grammatico riferisce a Lucio Calpurnio Pisone, console nel 15 a.C. e ai suoi giovani figli Lucio e Gaio .